# Мингю
Мингю Ким (на хангъл: 김민규 (Kim Mingyu), роден на 6 април 1997 г. в Анянг, провинция Гьонги, Южна Корея), известен само като Мингю, е рапър, певец, модел, танцьор, текстописец, композитор и член на южнокорейската K-поп група SEVENTEEN.

## Биография
През 2016 г. завършва средното си образование в Seoul Broadcasting High School.
Година по-рано дебютира като член на „Севънтийн“ с миниалбума 17 Carat – на 26 май 2015 г. През 2018 – 2019 е обявен за новия водещ на седмичното музикално шоу на SBS – Inkigayo, заедно с Джонг Чейон от DIA и актьора Сонг Канг.
През май 2021 г. Мингю и Уону (член на „Севънтийн“) издават дигитален сингъл с името Bittersweet.
Той е създателят, главният редактор и фотограф за самоиздаваното списание за членовете на „Севънтийн“ SEVENTEEN GOING Magazine.
Снима се като модел в редица списания. През 2022 г. е назначен за рекламно лице на френската козметична марка Lancôme. През февруари 2023 г. е поканен на дефилето на Marni заедно с Джошуа (член на „Севънтийн“) в Токио за есенно-зимната колекция.